# Aheloy Nunatak

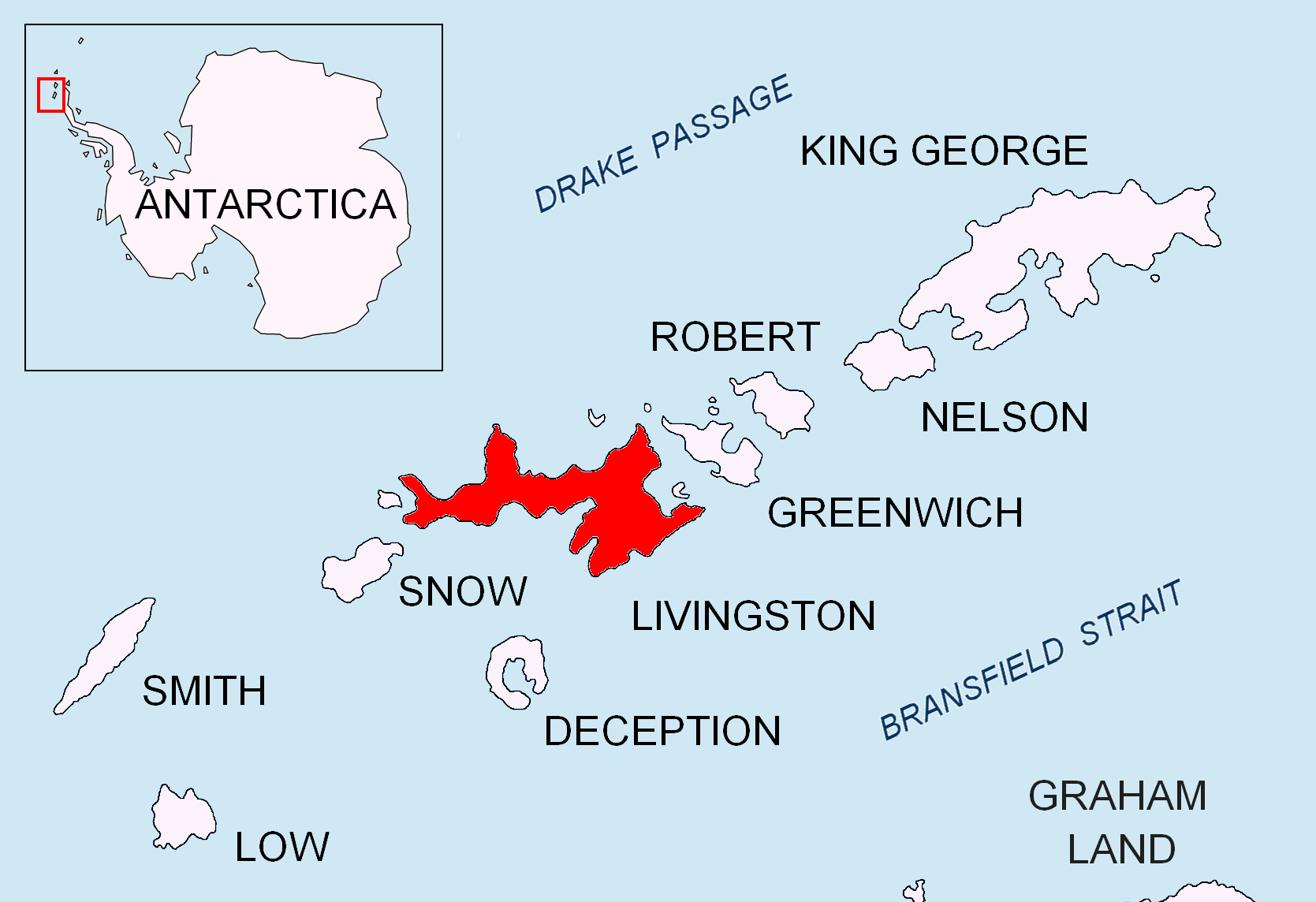
Localização da Ilha Livingston nas Ilhas Shetland do Sul.

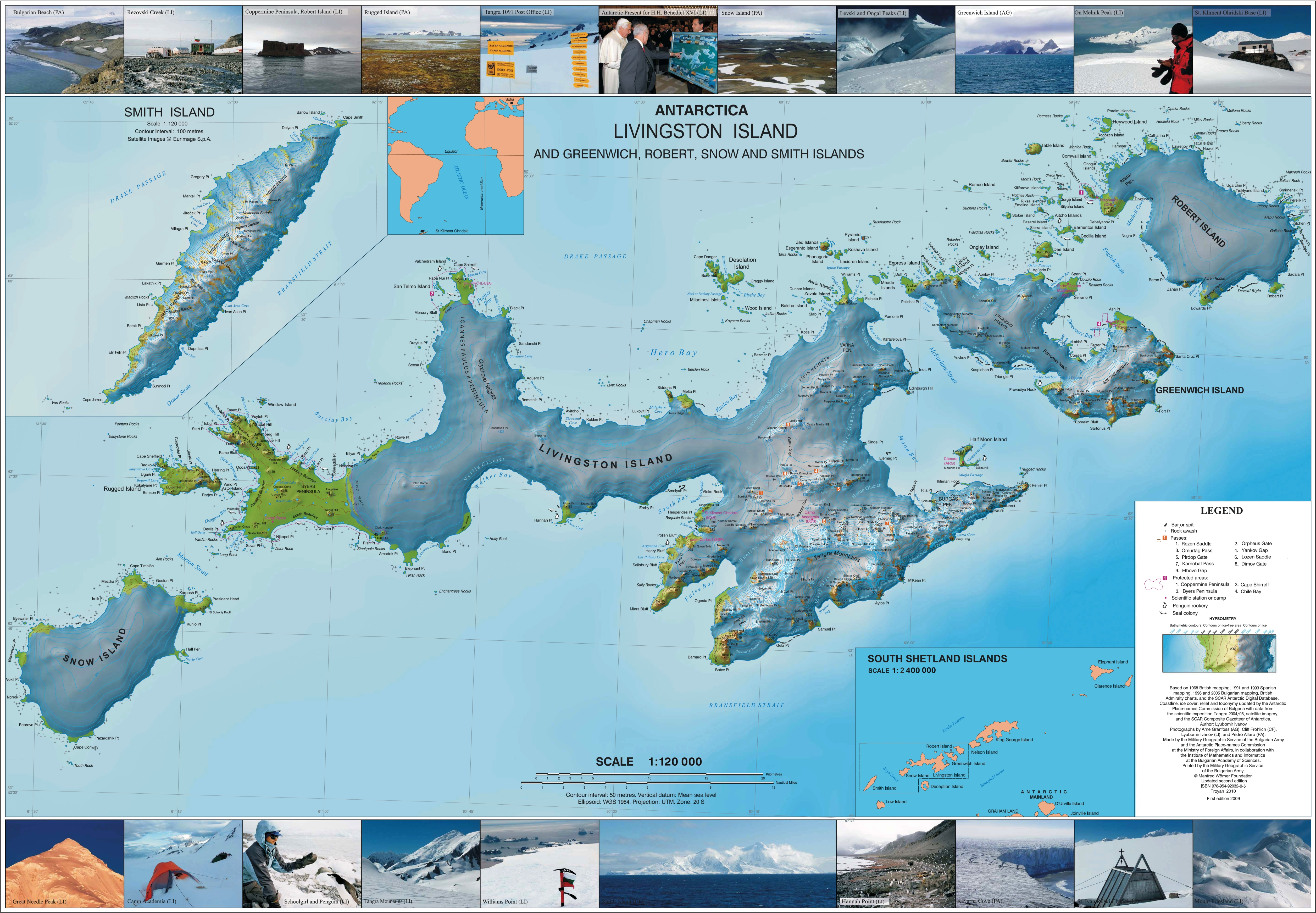
Mapa topográfico das Ilhas Livingston, Greenwich, Robert, Snow e Smith.

Aheloy Nunatak (Ахелойски Нунатак, Aheloyski Nunatak) é um pico rochoso de 390m na Geleira Huron, na Ilha Livingston. O pico forma a extremidade nordestina de um tergo que também inclui Erma Knoll e Lozen Nunatak e é ligado ao Pico Zograf por Lozen Saddle. O pico foi visitado pela primeira vez em 31 de dezembro de 2004 pelo búlgaro Lyubomir Ivanov do Campo Academia e foi mapeado no levantamento topográfico Búlgaro Tangra 2004/05. O pico foi nomeado em homenagem à cidade do Mar Negro de Aheloj, Bulgária.

## Localização
O pico está localizado no 62° 38′ 23,3″ S, 60° 07′ 53,5″ O que está a 1.6 km a leste-sudeste de Kuzman Knoll, 2.48 km a sul pelo leste do Pico Maritsa, a 1.6 km a norte-nordeste do Pico Zograf e 270 m norte-nordeste de Erma Knoll.

## Mapas
- L. L. Ivanov et al. Antártida: Ilha Livingston e Greenwich Ilha, Ilhas Shetland do Sul. Mapa topográfico de escala 1:100000. Sofia: Comissão Búlgara para os Topônimos Antárticos, 2005.
- L. L. Ivanov. Antártida: Ilha Livingston e Greenwich, Robert, Neve e Ilhas Smith. Mapa topográfico de escala 1:120000. Troyan: Fundação Manfred Wörner, 2009.